# 周布元盛
周布 元盛（すふ もともり）は、戦国時代から安土桃山時代にかけての武将。毛利氏家臣。石見国那賀郡周布郷を本拠とする国人・周布氏の当主。父は周布元兼。

## 生涯
永禄11年（1568年）、周布元兼の嫡男として生まれる。
天正6年（1578年）の播磨国上月城攻めで吉川元春の軍に属して戦った父・元兼が、同年6月9日に戦死したため、家督を相続する。
天正8年（1580年）3月11日、吉川元長から、周布氏の数十年に渡る昵懇を慶し、今後の毛利輝元への忠誠を確認する書状を送られる。
同年閏3月7日、輝元の加冠により元服し、「元」の偏諱を与えられ、「元盛」と名乗った。元服に際しては、金覆輪の太刀一腰、栗毛の馬一疋、刀一腰、青銅千疋を輝元に献上し、輝元からは返礼として太刀一腰を与えられた。また、翌閏3月8日には吉川元春から元服を祝われ、金覆輪の太刀一腰、馬一疋を贈られている。
天正15年（1587年）から天正19年（1591年）にかけて行われた毛利氏の惣国検地において、元盛の所領は石見国那賀郡の井村郷594石4斗7升3合、本郷長浜146石5斗9升3合、長見村87石9斗7升7合、大麻山麓170石9斗5升7合の合計1000石とされ、天正19年（1591年）9月25日付けで安国寺恵瓊、福原広俊、渡辺長、林就長、佐世元嘉、二宮就辰、内藤元栄、穂井田元清の連署の打渡状が与えられている。
天正20年（1592年）4月から始まる文禄の役では吉川広家の軍に属して朝鮮へ渡海し武功を挙げた。
文禄2年（1593年）4月1日に輝元は元盛の働きを称賛し、追って褒美を与えるように毛利元清と安国寺恵瓊に命じている。
しかし、同年6月21日から6月29日にかけて行われた第二次晋州城攻防戦に参加して勇戦した元盛は、晋州城を落城させた6月29日に戦死した。享年26。
元盛には男子がおらず、幼き娘が成人したら婚姻させて元盛の跡職を命じ、それまでは弟の長次が後を継ぐこととなった。